# Kreodanthus ecuadorensis
Kreodanthus ecuadorensis är en orkidéart som beskrevs av Leslie Andrew Garay. Kreodanthus ecuadorensis ingår i släktet Kreodanthus och familjen orkidéer. Inga underarter finns listade i Catalogue of Life.